# SN 1961L
SN 1961L – supernowa odkryta w lipcu 1961 roku w galaktyce NGC 3221. W momencie odkrycia miała maksymalną jasność 17,50m.